# Campeonato Mundial de Natación en Piscina Corta de 2016
El XIII Campeonato Mundial de Natación en Piscina Corta se celebró en Windsor (Canadá) entre el 6 y el 11 de diciembre de 2016 bajo la organización de la Federación Internacional de Natación (FINA) y la Federación Canadiense de Natación.
Las competiciones se realizaron en una piscina provisional instalada en el WFCU Centre de la ciudad canadiense.

## Resultados

### Masculino
| Evento                    | Oro                                                                                           | Plata                                                                            | Bronce |
| ------------------------- | --------------------------------------------------------------------------------------------- | -------------------------------------------------------------------------------- | --- |
| 50 m libre (09.12)        | Jesse Puts · Países Bajos · 21,10                                                             | Vladimir Morozov · Rusia · 21,14                                                 | Simonas Bilis · Lituania · 21,23 |
| 100 m libre (11.12)       | Simonas Bilis · Lituania · 46,58                                                              | Shinri Shioura Japón 46,59                                                       | Tommaso D'Orsogna Australia 46,70 |
| 200 m libre (07.12)       | Park Tae-Hwan Corea del Sur 1:41,03                                                           | Chad le Clos Sudáfrica 1:41,65                                                   | Alexandr Krasnyj · Rusia · 1:41,95 |
| 400 m libre (06.12)       | Park Tae-Hwan Corea del Sur 3:34,59                                                           | Alexandr Krasnyj · Rusia · 3:35,30                                               | Péter Bernek · Hungría · 3:37,65 |
| 1500 m libre (11.12)      | Park Tae-Hwan Corea del Sur 14:15,51                                                          | Gregorio Paltrinieri · Italia · 14:21,94                                         | Wojciech Wojdak · Polonia · 14:25,37 |
| 50 m espalda (09.12)      | Junya Koga Japón 22,85                                                                        | Jérémy Stravius Francia 22,99                                                    | Pavel Sankovich · Bielorrusia · 23,03 |
| 100 m espalda (07.12)     | Mitchell Larkin Australia 49,65                                                               | Andrei Shabasov · Rusia · 49,69                                                  | Xu Jiayu China 50,02 |
| 200 m espalda (11.12)     | Radosław Kawęcki · Polonia · 1:47,63                                                          | Jacob Pebley Estados Unidos 1:48,98                                              | Masaki Kaneko Japón 1:49,18 |
| 50 m braza (11.12)        | Cameron van der Burgh Sudáfrica 25,64                                                         | Peter John Stevens Eslovenia 25,85                                               | Felipe Lima · Brasil · 25,98 |
| 100 m braza (07.12)       | Marco Koch · Alemania · 56,77                                                                 | Vladimir Morozov · Rusia · 57,00                                                 | Fabio Scozzoli · Italia · 57,04 |
| 200 m braza (08.12)       | Marco Koch · Alemania · 2:01,21                                                               | Andrew Willis Reino Unido 2:02,71                                                | Mijail Dorinov · Rusia · 2:03,09 |
| 50 m mariposa (10.12)     | Chad le Clos Sudáfrica 21,98                                                                  | Thomas Shields Estados Unidos 22,40                                              | David Morgan Australia 22,47 |
| 100 m mariposa (08.12)    | Chad le Clos Sudáfrica 48,08 RM                                                               | Thomas Shields Estados Unidos 49,04                                              | David Morgan Australia 49,31 |
| 200 m mariposa (06.12)    | Chad le Clos Sudáfrica 1:48,76                                                                | Thomas Shields Estados Unidos 1:49,50                                            | Daiya Seto Japón 1:49,97 |
| 100 m estilos (09.12)     | Michael Andrew Estados Unidos 51,84                                                           | Daiya Seto Japón 52,01                                                           | Shinri Shioura Japón 52,17 |
| 200 m estilos (06.12)     | Wang Shun China 1:51,74                                                                       | Philip Heintz · Alemania · 1:52,07                                               | Daiya Seto Japón 1:52,89 |
| 400 m estilos (10.12)     | Daiya Seto Japón 3:59,24                                                                      | Max Litchfield Reino Unido 4:00,66                                               | Dávid Verrasztó · Hungría · 4:01,56 |
| 4 × 50 m libre (09.12)    | Rusia · Alexei Brianski · Nikita Lobintsev · Alexandr Popkov · Vladimir Morozov · 1:24,32     | Estados Unidos Paul Powers Blake Pieroni Michael Chadwick Thomas Shields 1:24,47 | Japón Kosuke Matsui Kenta Ito Shinri Shioura Junya Koga 1:24,51                                                                                         |
| 4 × 100 m libre (06.12)   | Rusia · Nikita Lobintsev · Mijail Vekovishchev · Vladimir Morozov · Alexandr Popkov · 3:05,90 | Francia Clément Mignon Jérémy Stravius Jordan Pothain Mehdy Metella 3:07,35      | Australia Brayden McCarthy Daniel Smith David Morgan Tommaso D'Orsogna Estados Unidos Michael Chadwick Thomas Shields Paul Powers Blake Pieroni 3:07,76 |
| 4 × 200 m libre (09.12)   | Rusia · Mijail Dovgaliuk · Mijail Vekovishchev · Artiom Lobuzov · Alexandr Krasnyj · 6:52,10  | Estados Unidos Blake Pieroni Jacob Pebley Pace Clark Zane Grothe 6:53,34         | Japón Yuki Kobori Daiya Seto Tsubasa Amai Katsuhiro Matsumoto 6:53,54                                                                                   |
| 4 × 50 m estilos (10.12)  | Rusia · Andrei Shabasov · Kiril Prigoda · Alexandr Popkov · Vladimir Morozov · 1:31,52        | Estados Unidos Jacob Pebley Cody Miller Thomas Shields Michael Chadwick 1:31,97  | Bielorrusia · Pavel Sankovich · Ilia Shymanovich · Yauhen Tsurkin · Anton Latkin · 1:32,49                                                              |
| 4 × 100 m estilos (11.12) | Rusia · Andrei Shabasov · Kiril Prigoda · Alexandr Jarlanov · Vladimir Morozov · 3:21,17      | Australia Mitchell Larkin Tommy Sucipto David Morgan Tommaso D'Orsogna 3:23,56   | Japón Junya Koga Yoshiki Yamanaka Takeshi Kawamoto Shinri Shioura 3:24,71                                                                               |

### Femenino
| Evento                    | Oro                                                                                      | Plata                                                                                         | Bronce                                                                                                  |
| ------------------------- | ---------------------------------------------------------------------------------------- | --------------------------------------------------------------------------------------------- | --- |
| 50 m libre (11.12)        | Ranomi Kromowidjojo · Países Bajos · 23,60                                               | Silvia Di Pietro · Italia · 23,90                                                             | Madison Kennedy Estados Unidos 23,93                                                                    |
| 100 m libre (08.12)       | Brittany Elmslie Australia 51,81                                                         | Ranomi Kromowidjojo · Países Bajos · 51,92                                                    | Penny Oleksiak · Canadá · 52,01                                                                         |
| 200 m libre (06.12)       | Federica Pellegrini · Italia · 1:51,73                                                   | Katinka Hosszú · Hungría · 1:52,28                                                            | Taylor Ruck · Canadá · 1:52,50                                                                          |
| 400 m libre (09.12)       | Leah Smith Estados Unidos 3:57,78                                                        | Veronika Popova · Rusia · 3:58,90                                                             | Chihiro Igarashi Japón 3:59,41                                                                          |
| 800 m libre (08.12)       | Leah Smith Estados Unidos 8:10,17                                                        | Ashley Twichell Estados Unidos 8:11,95                                                        | Kiah Melverton Australia 8:16,51                                                                        |
| 50 m espalda (10.12)      | Etiene Medeiros · Brasil · 25,82                                                         | Katinka Hosszú · Hungría · 25,99                                                              | Alexandra De Loof Estados Unidos 26,14                                                                  |
| 100 m espalda (07.12)     | Katinka Hosszú · Hungría · 55,54                                                         | Kylie Masse · Canadá · 56,24                                                                  | Georgia Davies Reino Unido 56,45                                                                        |
| 200 m espalda (08.12)     | Katinka Hosszú · Hungría · 2:00,79                                                       | Daryna Zevina · Ucrania · 2:02,24                                                             | Emily Seebohm Australia 2:02,65                                                                         |
| 50 m braza (07.12)        | Lilly King Estados Unidos 28,92                                                          | Alia Atkinson Jamaica 29,11                                                                   | Molly Hannis Estados Unidos 29,58                                                                       |
| 100 m braza (10.12)       | Alia Atkinson Jamaica 1:03,03                                                            | Lilly King Estados Unidos 1:03,35                                                             | Molly Hannis Estados Unidos 1:03,89                                                                     |
| 200 m braza (11.12)       | Molly Renshaw Reino Unido 2:18,51                                                        | Kelsey Wog · Canadá · 2:18,52                                                                 | Chloé Tutton Reino Unido 2:18,83                                                                        |
| 50 m mariposa (09.12)     | Jeanette Ottesen Dinamarca 24,92                                                         | Kelsi Worrell Estados Unidos 25,27                                                            | Rikako Ikee Japón 25,32                                                                                 |
| 100 m mariposa (11.12)    | Katinka Hosszú · Hungría · 55,12                                                         | Kelsi Worrell Estados Unidos 55,22                                                            | Rikako Ikee Japón 55,64                                                                                 |
| 200 m mariposa (07.12)    | Katinka Hosszú · Hungría · 2:02,15                                                       | Kelsi Worrell Estados Unidos 2:02,89                                                          | Zhang Yufei China 2:05,10                                                                               |
| 100 m estilos (09.12)     | Katinka Hosszú · Hungría · 57,24                                                         | Emily Seebohm Australia 57,94                                                                 | Alia Atkinson Jamaica 58,04                                                                             |
| 200 m estilos (10.12)     | Katinka Hosszú · Hungría · 2:02,90                                                       | Ella Eastin Estados Unidos 2:05,02                                                            | Madisyn Cox Estados Unidos 2:05,93                                                                      |
| 400 m estilos (06.12)     | Katinka Hosszú · Hungría · 4:21,67                                                       | Ella Eastin Estados Unidos 4:27,74                                                            | Madisyn Cox Estados Unidos 4:27,78                                                                      |
| 4 × 50 m libre (10.12)    | Canadá · Michelle Williams · Sandrine Mainville · Taylor Ruck · Penny Oleksiak · 1:35,00 | Países Bajos · Tamara van Vliet · Ranomi Kromowidjojo · Maaike de Waard · Kim Busch · 1:35,37 | Italia · Silvia Di Pietro · Erika Ferraioli · Aglaia Pezzato · Federica Pellegrini · 1:35,61            |
| 4 × 100 m libre (06.12)   | Estados Unidos Amanda Weir Kelsi Worrell Madison Kennedy Mallory Comerford 3:28,82       | Italia · Erika Ferraioli · Silvia Di Pietro · Aglaia Pezzato · Federica Pellegrini · 3:30,28  | Países Bajos · Maud van der Meer · Marrit Steenbergen · Maaike de Waard · Ranomi Kromowidjojo · 3:31,10 |
| 4 × 200 m libre (10.12)   | Canadá · Katerine Savard · Taylor Ruck · Kennedy Goss · Penny Oleksiak · 7:33,89         | Estados Unidos Leah Smith Mallory Comerford Sarah Gibson Madisyn Cox 7:38,65                  | Rusia · Daria Mulakayeva · Daria Ustinova · Arina Opionysheva · Veronika Popova · 7:39,93               |
| 4 × 50 m estilos (07.12)  | Estados Unidos Alexandra De Loof Lilly King Kelsi Worrell Katrina Konopka 1:43,27 RM     | Italia · Silvia Scalia · Martina Carraro · Silvia Di Pietro · Erika Ferraioli · 1:45,38       | Dinamarca Mie Nielsen Matilde Schrøder Emilie Beckmann Jeanette Ottesen 1:45,98                         |
| 4 × 100 m estilos (11.12) | Estados Unidos Alexandra De Loof Lilly King Kelsi Worrell Mallory Comerford 3:47,89      | Canadá · Kylie Masse · Rachel Nicol · Katerine Savard · Penny Oleksiak · 3:48,87              | Australia Emily Seebohm Jessica Hansen Emily Washer Brittany Elmslie 3:49,66                            |

### Mixto
| Evento                   | Oro                                                                                            | Plata                                                                                        | Bronce                                                                                    |
| ------------------------ | ---------------------------------------------------------------------------------------------- | -------------------------------------------------------------------------------------------- | ----------------------------------------------------------------------------------------- |
| 4 × 50 m libre (07.12)   | Rusia · Alexei Brianski · Vladimir Morozov · Mariya Kameneva · Rozaliya Nasretdinova · 1:29,73 | Países Bajos · Jesse Puts · Nyls Korstanje · Ranomi Kromowidjojo · Maaike de Waard · 1:29,82 | Canadá · Yuri Kisil · Markus Thormeyer · Michelle Williams · Sandrine Mainville · 1:29,83 |
| 4 × 50 m estilos (08.12) | Estados Unidos Thomas Shields Lilly King Kelsi Worrell Michael Chadwick 1:37,22                | Brasil · Etiene Medeiros · Felipe Lima · Nicholas Santos · Larissa Oliveira · 1:37,74        | Japón Junya Koga Yoshiki Yamanaka Rikako Ikee Sayuki Ouchi 1:38,45                        |

## Medallero
| Núm. | País           | Oro | Plata | Bronce | Total |
| ---- | -------------- | --- | ----- | ------ | ----- |
| 1    | Estados Unidos | 8   | 15    | 7      | 30    |
| 2    | Hungría        | 7   | 2     | 2      | 11    |
| 3    | Rusia          | 6   | 5     | 3      | 14    |
| 4    | Sudáfrica      | 4   | 1     | 0      | 5     |
| 5    | Corea del Sur  | 3   | 0     | 0      | 3     |
| 6    | Canadá         | 2   | 3     | 3      | 8     |
| 7    | Países Bajos   | 2   | 3     | 1      | 6     |
| 8    | Japón          | 2   | 2     | 11     | 15    |
| 9    | Australia      | 2   | 2     | 7      | 11    |
| 10   | Alemania       | 2   | 1     | 0      | 3     |
| 11   | Italia         | 1   | 4     | 2      | 7     |
| 12   | Reino Unido    | 1   | 2     | 2      | 5     |
| 13   | Brasil         | 1   | 1     | 1      | 3     |
| 13   | Jamaica        | 1   | 1     | 1      | 3     |
| 15   | China          | 1   | 0     | 2      | 3     |
| 16   | Dinamarca      | 1   | 0     | 1      | 2     |
| 16   | Lituania       | 1   | 0     | 1      | 2     |
| 16   | Polonia        | 1   | 0     | 1      | 2     |
| 19   | Francia        | 0   | 2     | 0      | 2     |
| 20   | Eslovenia      | 0   | 1     | 0      | 1     |
| 20   | Ucrania        | 0   | 1     | 0      | 1     |
| 22   | Bielorrusia    | 0   | 0     | 2      | 2     |
|      | TOTAL          | 46  | 46    | 47     | 139   |